# Произход на имената на градовете в България
Това е списък на градовете в България, структуриран по произхода на техните имена.

## Хора, светци, митични същества
- Аксаково – на Иван Аксаков (1823 – 1886), руски общественик
- Антоново – на Антон Кръстев (?-1944), местен партизанин[1]
- Асеновград – на династията на Асеневци
- Балчик – на Балик (?-1347), местен владетел
- Благоевград – на Димитър Благоев (1856 – 1924), политик
- Болярово – от титлата болярин
- Ботевград – Христо Ботев (1847 – 1876), поет и революционер
- Велинград – на Вела Пеева (1922 – 1944), партизанка
- Генерал Тошево – на Стефан Тошев (1859 – 1924), генерал
- Гоце Делчев – на Гоце Делчев (1872 – 1903), революционер
- Гурково – на Йосиф Гурко (1828 – 1901), руски генерал
- Димитровград – на Георги Димитров (1882 – 1949), политик
- Димово – на Живко Пуев – Димо (1903 – 1943), местен партизанин
- Добрич – на Добротица (?-1386), местен владетел
- Доспат – от титлата деспот
- Дулово – на династията Дуло
- Елин Пелин – на Елин Пелин (1877 – 1949), писател
- Исперих – на Аспарух (?-701), владетел
- Ивайловград – на Ивайло (?-1280), цар
- Каблешково – на Тодор Каблешков (1851 – 1876), революционер
- Калофер – на Калофер войвода
- Карлово – на Карлъ Заде Лала Али бей, местен земевладелец от XV век
- Крумовград – на Крум (?-814), владетел
- Кубрат – на Кубрат (605 – 665), владетел
- Кюстендил – на Константин Драгаш (1355 – 1395), местен владетел
- Левски – на Васил Левски (1837 – 1873), революционер
- Маджарово – на Димитър Маджаров (1882 – 1945), революционер
- Момчилград – на Момчил войвода (1305 – 1345), местен владетел
- Николаево – на Данаил Николаев (1852 – 1942), генерал
- Омуртаг – на Омуртаг (?-831), владетел
- Перник – на Перун, славянско божество
- Пловдив – на Филип II, цар на Древна Македония
- Раковски – на Георги Раковски (1821 – 1867), революционер
- Сандански – на Яне Сандански (1872 – 1915), революционер
- Симеоновград – на Симеон I (864 – 927), цар
- Стамболийски – на Александър Стамболийски (1879 – 1923), политик
- Суворово – на Александър Суворов (1730 – 1800), руски генерал
- Тервел – на Тервел (?-721), владетел
- Хаджидимово – на Димо Хаджидимов (1875 – 1924), революционер и политик
- Цар Калоян – на Калоян (1168 – 1207), цар

## Растения
- Бобовдол – боб
- Бобошево – боб[2]
- Божурище – божур
- Борово – бор
- Брезник – бряст (брестник)
- Брезово – бреза
- Върбица – върба
- Габрово – габър
- Горна Оряховица – орех
- Гулянци – трансформирано от гюл-роза
- Гълъбово – гълъб
- Долна Оряховица – орех
- Долни Дъбник – дъб
- Дряново – дрян
- Елхово
- Копривщица – коприва, съществуват и други етимологични обяснения
- Лозница – лоза
- Лясковец – леска
- Малко Търново – трън
- Оряхово – орех
- Ракитово – ракита
- Сливо поле – слива
- Тетевен – най-разпространената версия за наименованието на града гласи, че то произлиза от Тетьовия род, който се заселил по тези земи и основал града. Друга версия свързва името и с думата „тетива“ – опънатата нишка на ловен лък, с който древните тетевенци са ловели дивеч
- Тополовград – топола (до 1934 г. Каваклии, от турски: kavak, топола)
- Трън – трън
- Тръстеник – тръстика
- Трявна – трева
- Шипка – шипка
- Ябланица – яблан

## Животни
- Айтос – орел (от гръцки език: αετός)
- Бухово – бухал[3]
- Вълчедръм – вълчи дръм (шубрак)
- Вълчи дол – вълк
- Сърница – сърна

## Географски обекти
- Ардино – река Арда
- Банкя – от „баня“ край минерален извор
- Банско – от „баня“ край минерален извор или от „бан“ – средновековна българска титла (сравни полското „пан“).
- Баня – от „баня“ край минерален извор
- Батак – от многото блата и мочури, които заобикаляли селището при основаването му
- Брегово – вероятно поради разположението си на бряг (река Тимок)
- Бургас – от турската диалектна форма burgaz („крепост, кале“), заета от гръцкото πύργος („крепост“)[4]
- Българово – наименуван на етнонима на българската нация през 1934 г.
- Бяла слатина – от слатина 'солен, минерален извор', буквално белия или бели извор
- Бяла черква
- Велико Търново – от „търн“ – тясно място, стеснение на река
- Враца – от намиращия се наблизо старопланински проход Вратцата (Вратата)
- Грамада – от двата хълма, на които е разположен[5]
- Две могили
- Девин – от тракийската дума „дева“ – град, селище
- Девня – изкривено през турски език форма от първоначално Девина – вж. горното.
- Джебел – от турски: cebel (от арабски), планина
- Долни чифлик
- Долна баня – от „баня“ край минерален извор
- Долна Митрополия
- Дунавци – от близостта на града до Дунав
- Дупница – от дупка, особеност на релефа
- Дългопол – неологизъм от Дъгло поле, старо име Еникьой (Ново село)
- Искър – от река Искър, която минава през града
- Клисура – от местоположението на селището
- Лъки – от живописната лъка, в която е разположено селището
- Мизия (град) – от географската област, в която е разположен градът
- Неделино – навярно по името на близко разположения връх Света Неделя
- Нова Загора – от областта Загора, в която е разположен
- Нови Искър – от преминаващата през града река Искър
- Поморие – името си носи от разположението си на море
- Приморско – името си носи от разположението си на море
- Рила – по името на най-високата българска планина
- Сливен – от *kaln – „проход, ждрело“ или от сливането на 3 реки, които се намират в града
- Сливница – от *kaln – „проход, ждрело“
- Средец – среда (географско положение)
- Средногорие
- Стара Загора – главен град на областта Загора, в която е бил разположен. Загора идва от Зад+гора, като гора е със старото си значение на планина, запасено и днес в руски език.
- Хисаря – от намиращите се до града римски крепостни останки, през турската дума hisar, „крепост“

## Свойства и предмети
- Ахтопол – от гръцки Αγαθόπολις – „добър град“
- Брацигово – от „брачи“ – ръце, сръчни хора
- Брусарци – брус[6]
- Велики Преслав – преславен град
- Ветово – от вехт
- Ветрен – заради многото ветрове в района
- Дебелец – от дебел[7]
- Добринище – от добро
- Етрополе – от гръцки: Етрополе < *Етрополи (с апокопа на звука „п“) < *Петрополи (*Πετρόπολη) – „Каменград”. Доказателство: в тимарски регистър от края на 15 в. е записан като „Петро поли“.
- Завет – защитено, закътано от ветрове, опасни пътища и др., селище
- Земен – от земя[8]
- Златарица
- Златица
- Златоград
- Камено
- Каолиново - заради наличието на големи находища на каолин в околностите на града
- Китен
- Мадан – заради наличието на много руда, от арабско-турското maden, руда
- Рудозем – заради наличието на много руда в околностите на града
- Самоков – заради множеството самокови (ковачници с водно задвижване на чуковете)
- Твърдица
- Търговище – вероятно заради качеството си на търговско средище

## Цветове
- Белене
- Белоградчик
- Белица
- Белово
- Белослав
- Бяла
- Бяла
- Варна – от *var – „заградено място, крепост“ или от старобългарското *варнъ („черен, вран“)[9]
- Русе – от старобългарското роусъ, червен, свързан с близката крепост в Червен.
- Червен бряг

## Събития и празници
- Априлци – на Априлското въстание (1876)
- Първомай – на Деня на труда, 1 май
- Съединение – от Съединението на Княжество България и Източна Румелия
- Септември – на Септемврийското въстание

## Неизвестен произход и несортирани
- Алфатар
- Батановци
- Берковица
- Бойчиновци
- Видин – от латинското Bononia, което е с келтски произход[10]
- Вършец
- Главиница
- Годеч
- Драгоман – означава водач на дружина жетварки, преводач в легация
- Елена
- Ихтиман – преди сегашното си име градът е носил името „Стипон“ (от лат. stipo „гъсто набутвам, населвам“, също и stipator мн.ч. „каравана, охрана“). Градът е бил римска станция, охраняваща важната пътна артерия към Босфора. Първоначално е съществувал под тракийското име Йелице.
- Каварна
- Казанлък – турцизиран вариант на предишното българско название на града Крън и топонимния суфикс „-лък“
- Карнобат
- Каспичан
- Кермен
- Килифарево
- Кнежа – от княз, със старо значение кмет т.е село на кмета
- Козлодуй
- Койнаре – етноним на племе койнари, юруци
- Костенец
- Костинброд
- Котел
- Кочериново
- Криводол
- Кричим
- Куклен
- Кула
- Кърджали – турцизиран вариант на първоначалното българско название на града Ахрида
- Летница – вид пшеница
- Ловеч – лов (стопанска дейност)
- Лом – от ломя, чупя
- Луковит
- Любимец
- Мездра – от мездра, понякога мезра 'землище на изоставено село'
- Мелник – от „мел“ – славянска дума мел за „трошлива скала“
- Меричлери – от турския вариант на названието на река Марица – Мерич и жителски суфикс – лер на турска езикова почва, множествено число на бълг. почва. Тоест името значи Маричани
- Монтана – от латински: „планина“
- Мъглиж
- Неделино
- Несебър – от ранногръцкото Месембрия, където брия в езика на траките значи „град“.
- Никопол – от Nicopolis ad Istrum, град в провинция Тракия. Основан е през 102 г. от император Траян в чест на римската победа над даките.
- Нови пазар
- Обзор
- Опака
- Павел баня
- Павликени – от жителите му, изповядвали павликянство
- Пазарджик – от турската дума пазар, пазарче
- Панагюрище – от παναγύρι, гръцката дума за панаир, на среднобългарски – „панагюр“.
- Перущица – от българската крепост Перистица
- Петрич
- Пещера
- Пирдоп
- Плачковци
- Плевен
- Плиска – от прабългарското Плискав
- Полски Тръмбеш – от тръмбеш, вариант на требеш/ж 'изтребена гора за ниви, пасище'
- Попово
- Пордим
- Правец – от старобългарската дума „правьць“, означаваща „посока, направление“.
- Провадия – от проват овца на гръцки. Българското име е Овеч.
- Раднево – от името на местния родоначалник Радню
- Радомир
- Разград – от Хръзград, Хръз/Хърс
- Разлог – означава източено, разлято поле. Старо име Мехомия.
- Роман
- Садово – по старобългарски „градина, сад“
- Сапарева баня
- Свиленград
- Свищов
- Своге Името на града най-вероятно произлиза от славянските думи „свод“, „свождам“, поради географското му положение – като свод, където се събират р. Искър и р. Искрецка, а оттам свод, своде и сегашното Своге.
- Севлиево
- Сеново – Произлиза от Осеново, с изпадане. Осен – дърво ясен в диалектите
- Силистра – турско название.
- Симитли
- Славяново
- Смолян
- Смядово
- Созопол – от гръцки език: Σωζόπολις, „град на спасението“
- Сопот – произлиза от старобългарската дума „сопотъ“, която означава „изкуствен воден улей, сопка“ – чучур.
- София – от гръцкото название на ранновизантийската църква „Св. София“ в град Сердика. София значи по гръцки „мъдрост“.
- Стражица – имало е охранителен пост, стражница, стража
- Стралджа
- Стрелча
- Сунгурларе – от сунгур 'сокол' и -лар – частица за мн. число. Или направо – Соколовци.
- Сухиндол
- Трекляно – най-стар известен запис е Триклина според Триод от I половина на XV в. (опис IV 19 на славянските ръкописи в Софийската библиотека). Днешното звучене Трекляно се оформя след издаването на Руската триверстова карта, изработена след 1878 г., където така е записано името на селището.
- Тутракан -
- Угърчин
- Харманли – от харман те. гумно, ток за вършитба
- Хасково – През 1792 г. йеросхимонах Спиридон за пръв път споменава в писмен документ българското име на града – Марса. В своята „История во кратце о болгарском народе словенском“ той разказва за турските набези в Тракия през втората половина на 14 век. Сред завладените селища са и Дълго поле и Марса, „сиреч Узунджово и Хаскьой“ – уточнява монахът. Турското име „Хаскьой“, с което градът е известен в периода на османското владичество, означава в превод „Владетелско село“. За пръв път това название се среща в османски документи от времето на султан Мехмед II Завоевателя, т.е. от втората половина на XV в. Предполага се, че турците са преименували някогашния град Марса веднага след завладяването му в края на XIV век. През следващите няколко века името Хаскьой се среща в различни варианти – „Хаскюй“, „Хаскени“, „Хаскиви“, за да се стигне до днешното „Хасково“. В съвременното си звучене името на града за пръв път се употребява във възрожденската книжнината от средата на XIX век.
- Царево – превод на старото гръцко име на града Василико, от „василевс“ (цар).
- Чепеларе – извежда се от старотурското çepell – „мръсен, мъглив, буреносен“. Преди основаването на днешния град на същото място е имало юрушко селище или колиби, които са наричани Чепелли, по името на с. Чепелли кьой, Гюмюрджинско, откъдето са били първите заселници.
- Чипровци
- Чирпан
- Шабла
- Шивачево
- Шумен
- Якоруда
- Ямбол